# Wolston
Wolston est un village et une paroisse civile du Warwickshire, en Angleterre. Administrativement, il dépend du district de Rugby.

## Localisation
Le village est situé à peu près à mi-chemin entre Rugby et Coventry, Il est proche de l'autoroute A45 et de la voie romaine Fosse Way.
La rivière Avon traverse le village.

## Histoire et patrimoine
Près de la rivière se trouvent les vestiges d'un château normand de type motte castrale, le château de Brandon. Un prieuré bénédictin, Wolston Priory, était situé à l'est du village et ses vestiges sont maintenant un monument ancien classé. Le village possède deux églises : l'église paroissiale de St Margaret's et l'église baptiste de Wolston.
L'ancienne paroisse de Wolston était grande et comprenait Wolston lui-même, ainsi que les villages voisins de Brandon et Bretford au nord, et Stretton-on-Dunsmore et Princethorpe au sud. Ces deux dernières sont devenues une paroisse distincte en 1696, tandis que Brandon et Bretford sont devenues une paroisse civile distincte en 1866.
Wolston avait autrefois une gare ferroviaire, la gare de Brandon et Wolston sur la ligne Rugby-Coventry, mais celle-ci a été fermée en 1960. L'une des caractéristiques les plus remarquables du village est le viaduc ferroviaire traversant l'Avon, qui date des années 1830 et faisait partie du chemin de fer original de Londres et de Birmingham. Le viaduc sépare Wolston du plus petit village de Brandon. Les deux villages avaient en commun une équipe de football "Brandon & Wolston Football Club".
Le village contient une école primaire (Wolston St Margarets Primary C of E School). L'école primaire St Margaret se trouvait à l'origine dans School Street, mais ce bâtiment est maintenant utilisé comme bureaux. Wolston avait également une école secondaire appelée Wolston High School, mais elle a été démolie et remplacée par un centre communautaire. Wolston possède une petite bibliothèque, deux pubs (The Rose & Crown & The Half Moon), un dépanneur, une pharmacie et un cabinet médical local.
Près de Wolston se trouve Brandon Wood, une propriété communautaire.
En géologie, le village donne son nom au Stade Wolstonien (en) , une subdivision régionale britannique de l'époque du Pléistocène.

## Démographie
La population de Wolston était de 2 692 habitants au recensement de 2021.

## Galerie

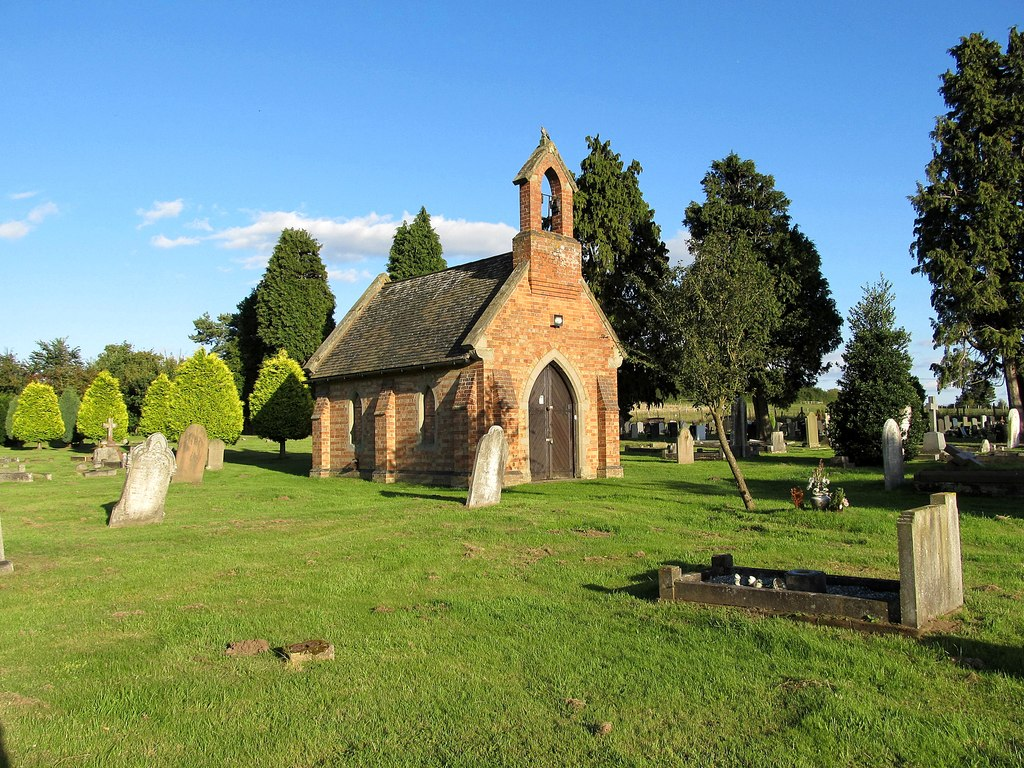
Chapelle du cimetière.
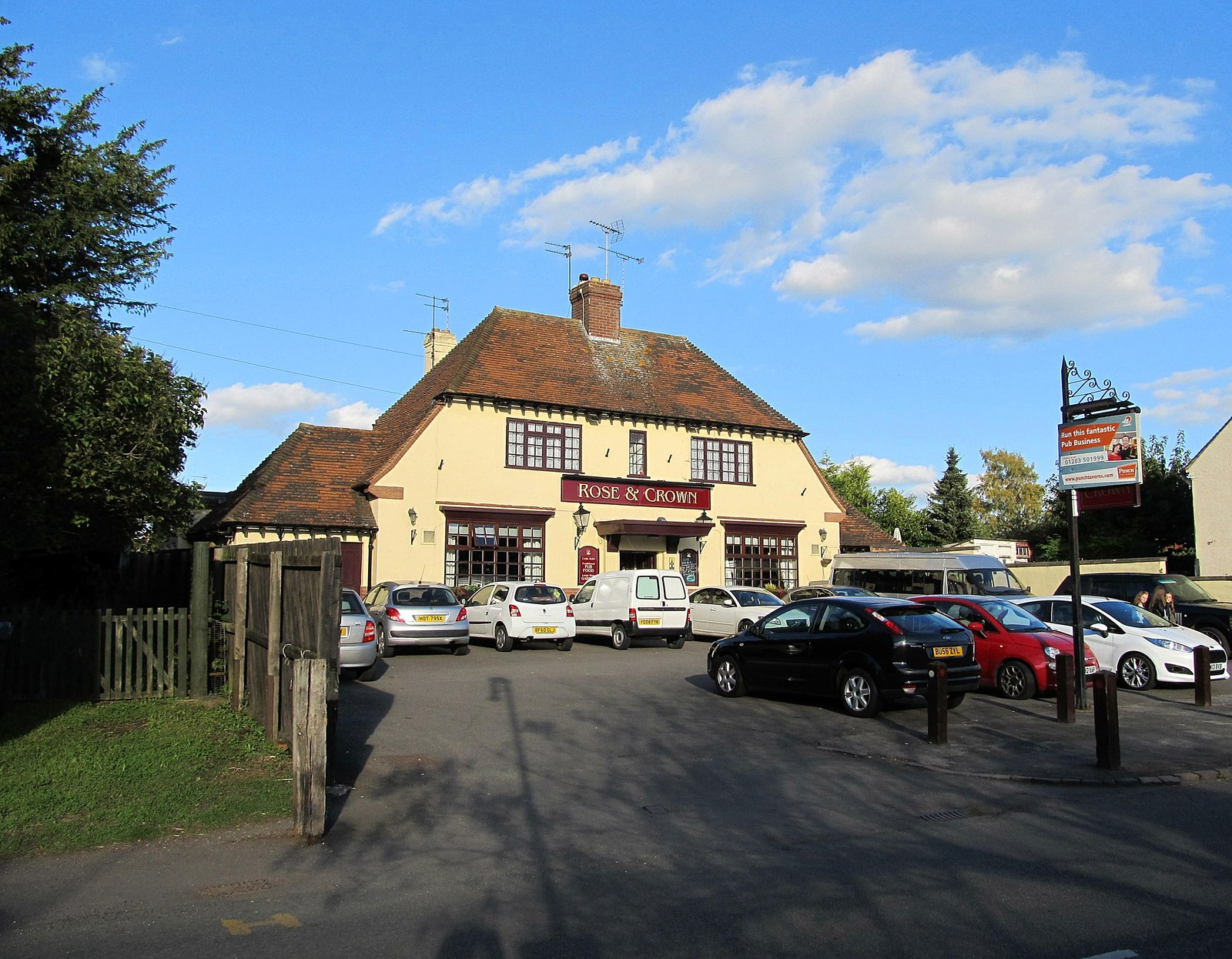
Le Rose and Crown.
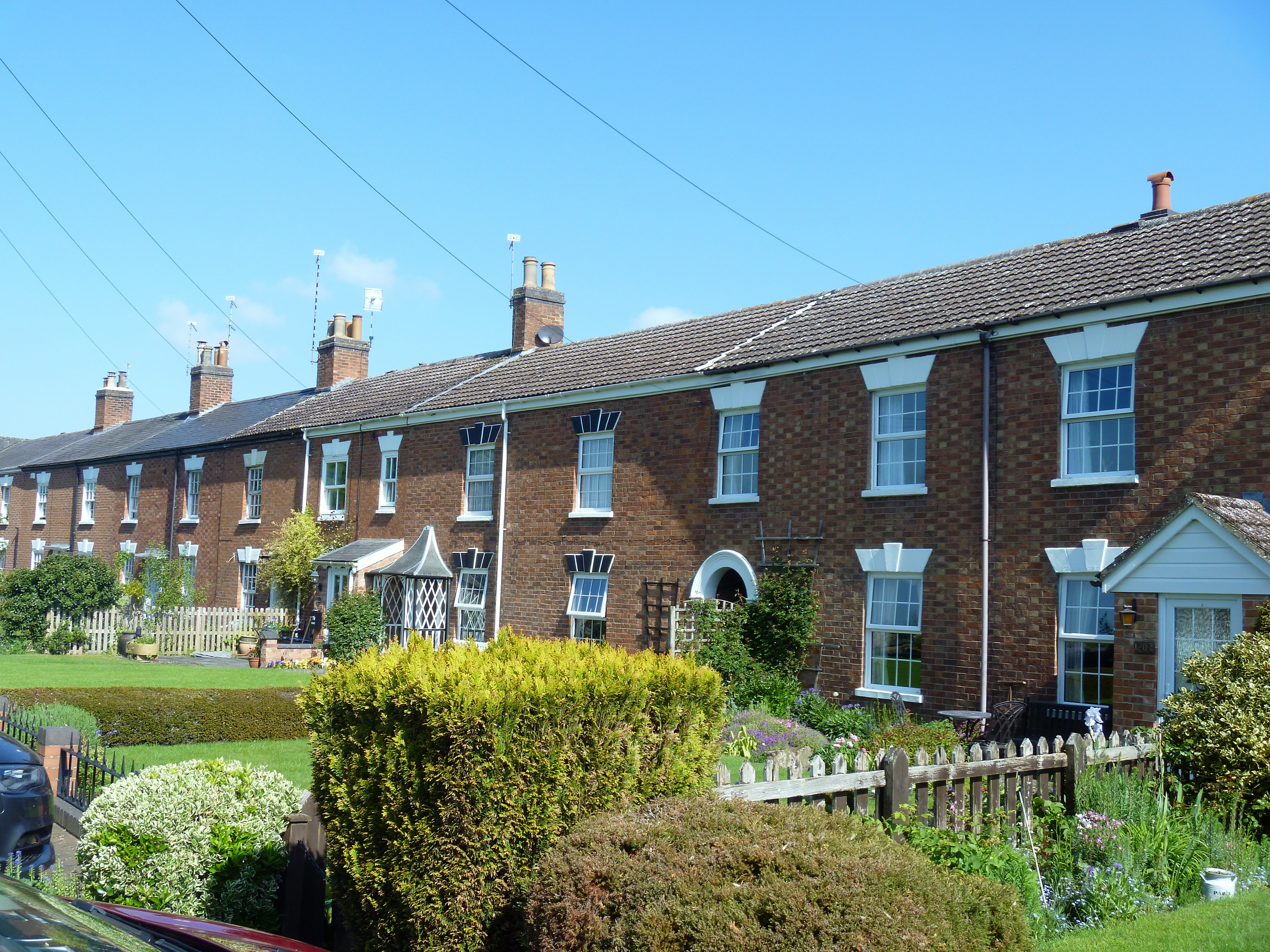
Maisons en bande.